# Große Kirchstraße 15
Die Große Kirchstraße 15 ist ein Wohnhaus in der niedersächsischen Stadt Wolfenbüttel.

## Beschreibung
Das denkmalgeschützte Fachwerkhaus mit ausgemauerten Gefachen gehört zu den ältesten Gebäuden in der Großen Kirchstraße.
Die Straße selbst weist eine Fülle an Fachwerkbauten auf und gehört zu den gut erhaltenen in Wolfenbüttel.

## Denkmal
Es ist in der Liste der Kulturdenkmale in Niedersachsen als Baudenkmal gelistet und gehört zum Baudenkmalensemble Alte Heinrichstadt. Die alte Heinrichstadt wurde ab 1570 unter Herzog Julius zu Braunschweig-Wolfenbüttel als Siedlung angelegt.

## Heutige Situation
Heute wird das Haus als Mehrfamilienhaus genutzt.